# Obsjtina Brusartsi
Obsjtina Brusartsi (bulgariska: Община Брусарци) är en kommun i Bulgarien.   Den ligger i regionen Montana, i den nordvästra delen av landet, 110 km norr om huvudstaden Sofia. Antalet invånare är 1 171. Arean är 20,8 kvadratkilometer. Obsjtina Brusartsi gränsar till Montana.
Terrängen i Obsjtina Brusartsi är platt.
Obsjtina Brusartsi delas in i:
- Vasilovtsi
- Dondukovo
- Kriva bara
- Smirnenski
- Kiselevo
- Bukovets

Följande samhällen finns i Obsjtina Brusartsi:
- Brusartsi

Trakten runt Obsjtina Brusartsi består till största delen av jordbruksmark. Runt Obsjtina Brusartsi är det ganska glesbefolkat, med 24 invånare per kvadratkilometer.